# Symfonie nr. 9 (Dvořák)
Symfonie nr. 9 in e mineur "Z Nového světa (Uit de nieuwe wereld)", Op. 95, is verreweg de meest gespeelde en opgenomen symfonie van Antonín Dvořák, en een van de populairste werken überhaupt uit het symfonische repertoire van de romantiek.

## Achtergrond
De naam "Uit de nieuwe wereld" is ontleend aan de benaming Nieuwe Wereld die in Europa wordt gegeven aan het werelddeel Amerika, waar Dvořák de symfonie in 1893 componeerde tijdens zijn verblijf in de Verenigde Staten. Zijn zomerwoning van dat jaar, in Spillville in Iowa, werd later ingericht als het Bily Clocks Museum. Hier is een verdieping gewijd aan zijn verblijf.
Dvořák gebruikte de volksmelodiek van Afro-Amerikaanse spirituals in sommige delen van de symfonie.
Zo lijkt de melodie van het tweede thema (G-groot) uit het eerste deel ontleend aan motieven uit de spiritual Swing Low – de noten bij de woorden Chariot en to carry me home. Omgekeerd heeft Dvořáks leerling en assistent William Arms Fisher (*1861) op de melodie van het langzame deel (Largo) de spiritual-achtige tekst Goin' Home gezet. Dat gebeurde pas in 1922, bijna dertig jaar na de première en achttien jaar na Dvořáks dood.
De symfonie ging in première op 16 december 1893 in de Carnegie Hall te New York. Ze werd uitgevoerd door het New York Philharmonic onder leiding van dirigent Anton Seidl. De symfonie werd snel populair en behoort tot het "ijzeren repertoire" van wereldwijd meest uitgevoerde werken in de klassieke muziek.
Doordat de nummering van Dvořáks symfonieën gebaseerd was op de publicatiedata in plaats van de ontstaansvolgorde, was de symfonie "Uit de nieuwe wereld" lange tijd bekend als nummer 5. In de jaren 1950 werd dit rechtgezet en kreeg Dvořáks laatste symfonie het nummer 9.

## Inhoud
Het werk heeft vier delen:
1. Adagio, 4/8 — Allegro molto, 2/4, e-mineur
2. Largo, 4/4, Des-majeur | cis-mineur | Des-majeur
3. Scherzo: Molto vivace — Poco sostenuto, 3/4, e-mineur
4. Allegro con fuoco, 4/4, e-mineur, eindigt in E-majeur

## Orkestratie
- 2 dwarsfluiten (waarvan 1 ook piccolo), 2 hobo's (waarvan 1 ook althobo), 2 klarinetten, 2 fagotten
- 4 hoorns, 2 trompetten, 3 trombones, 1 tuba
- 2 pauken, triangel, bekkens
- Strijkinstrumenten: eerste en tweede violen, altviolen, celli, contrabassen